# ماريون بلوم
ماريون بلوم (بالهولندية: Marion Bloem)‏ مواليد 24 أغسطس عام 1952 مؤلفة ورسامة ومخرجة أفلام ومختصة بعلم النفس هولندية. صاحبة الرواية المشهورة «الفتاة الهندية غير العادية» والتي حصلت في العام 1993 على جائزة بيرون عن أعمالها الكاملة.

## روابط خارجية
- ماريون بلوم على موقع IMDb (الإنجليزية)